# Historia Regum Britanniae
A Historia Regum Britanniae (Britannia királyainak története) Geoffrey of Monmouth történelmi műve, mely 1136-ban íródhatott. A mű a britek királyainak krónikája és kétezer évet ölel át. Sok más középkori műhöz hasonlóan ez is Trójával (Homérosz: Iliasz) kezdődik és az angolszászok britanniai megérkezéséig illetve az ő hatalomátvételükig tart a 7. században. 1155-ben készítette el normann francia fordítását Roman de Brut címmel Wace. A történetet a 13. század közepén izlandi írnokok is felhasználták és Breta sögur címen lefordították izlandi nyelvre.
Ismertebb uralkodók, akikről a történetben szó esik:
- Britanniai Brutus – aki létrehozta a brit kolóniát és magáról nevezte el a szigetet
- Lear király – romantizált alakjával Shakespeare drámájában találkozhatunk
- Cassivelaunus – a britek királya Caesar inváziója idején
- Cymbeline - Shakespeare tragikomédiájában Cymbeline
- Britanniani Lucius - Britannia első keresztény királya
- Old King Cole – A király egy ismert angol gyermekdalból
- I. Constantinus – első keresztény római császár
- Vortigern – sok középkori történet királya
- Artúr – a legendás királyok leghíresebbike
- Gwendolen - mitikus királynő

Geoffrey története megbízhatatlan, mégis az angol történelmi hagyomány és irodalom alapjául szolgál. Forrásai Nennius, Gildas valamint walesi krónikák, illetve elveszett írások, amelyekre szintén utal.